# 숨뇌

숨뇌의 위치

숨뇌(medulla oblongata 또는 medulla) 또는 연수(延髓) 또는 수뇌(髓腦)는 뇌의 일부분이다. "Medulla"는 라틴어로 '속 또는 골수'를 의미한다. 그리고 "oblongata"는 라틴어에서 유래한 것으로 '길다'라는 뜻이다.
배아 마름뇌(hindbrain)의 가장 뒤쪽 영역인 마이엘렌세팔론(myelencephalon)이 발달하여 숨뇌가 된다. 마이엘렌세팔론 역시 수뇌라고 부르기도 한다.
숨뇌는 위쪽부분은 넓고 아랫부분이 점차 좁아지는 형태다. 숨뇌의 위치는 척수와 다리뇌 사이에 존재하며 호흡중추와 같은 생명 중추가 이곳에 존재한다.
숨뇌에는 침분비·기침·재채기의 반사·호흡·순환 운동 등의 조절 중추가 있다. 연수가 관여하는 반사에는 연하 반사, 구토 반사 등의 불수의 운동이 있다. 또, 숨뇌에는 대뇌의 좌우 반구에서 나가는 신경 섬유(수의 운동에 관한 신경)의 80% 정도가 교차된다. 나머지 20%는 척수 내에서 교차하므로, 대뇌의 우반구는 몸의 좌반신을, 좌반구는 우반신을 지배하게 된다.

## 같이 보기
- 망상체 활성화 시스템
- 척추
- 앞뇌 (forebrain, prosencephalon, 전뇌)

- 끝뇌 (telencephalon, 종뇌)
- 사이뇌 (diencephalon, 간뇌)

- 중간뇌 (midbrain, mesencephalon, 중뇌)
- 마름뇌 (hindbrain, rhombencephalon, 후뇌)

- 뒤뇌 (metencephalon)

- 다리뇌 (pons)
- 소뇌 (cerebellum)

- 마이엘렌세팔론 (myelencephalon, medulla oblongata, 숨뇌)